# 支持警消組工會運動
支持警消組工會運動，是指臺灣支持警察與消防員組成工會的勞工運動，約自2014年起因多起政治、社會事件而逐漸受到重視。

## 法律規定
中華民國《工會法》中，原規定「各級政府行政及教育事業、軍火工業之員工，不得組織工會」，但在2010年，由於教師相關團體的推動，修法為只有「現役軍人與國防部所屬及依法監督之軍火工業員工，不得組織工會」，並加入「教師得依本法組織及加入工會」、「各級政府機關及公立學校公務人員之結社組織，依其他法律之規定」的但書，但教師外的公務人員，仍受到公務人員協會法拘束，只能組織公務人員協會而不能組織工會，而警察和消防亦無公務人員協會組織存在，即便成立了，公務人員協會法仍限制「與國防、安全、警政、獄政、消防及災害防救等事項相關者不得提出協商」而難以對警消爭取工作權益發揮作用。
在工會法中，未明確規範警消不得組織工會，而聯合國經濟、社會、文化權利國際公約中規定「人人有權組織工會和參加他所選擇的工會」「對這一權利的行使，不得加以除法律所規定及在民主社會中為了國家安全或公共秩序的利益或為保護他人的權利和自由所需要的限制以外的任何限制」，中華民國在2009年通過「公民與政治權利國際公約及經濟社會文化權利國際公約施行法」後，此公約具有國內法效力，因此兩法規間亦有所衝突。

### 修法提案
2017年2月，由立委徐永明等16人提出《工會法》修改草案，希望能比照教師模式將警察及消防人員組織工會加入但書，並於3月21日通過一讀，交付立院衛環委員會審理。

## 警察勞動權益
警察由於長期編制不足導致禁休、過勞問題嚴重，陸續有警察籌組工會的聲音，如2013年5月24日，洪崇晏與中華民國警察警聲會（簡稱警聲會）就曾發起以「支持警察組工會，捍衛警察勞動權！」為名的抗議行動，但並未獲得太多的社會關注。
2014年3月發生太陽花學運，大量警力輪流北上支援，其中苗栗縣警局警員柯雄飛疑勤務過勞導致中風而後過世，使得日漸惡化的警察過勞問題被突顯出來。323佔領行政院事件中警力強制驅離群眾，造成雙方多人受傷，也突顯出警方僅能聽命行事的弊病，以及缺乏能傳達基層聲音的管道。而411包圍中正第一分局事件中，洪崇晏成為新聞關注人物，使得「警察組工會」的議題被明確突顯出來，並促成了以「支持警察組工會」作為主要訴求的警察工會推動會（簡稱警工推）在2014年4月成立，而在隨後的5月1日勞動節遊行中，支持警察組工會的聲浪也更加受到關注。
5月2日，立委邱議瑩詢問行政院長江宜樺是否同意警察組工會，江宜樺回應已研議多年但民間、法界缺乏共識。5月7日，立委李俊俋提案要求警政署研議警察組工會一事，警政署長王卓鈞回應「警察本來就不能組工會」，內政部長陳威仁也回應「這個明顯就不可以了，不用再研究了」，最後立院內政委員會要求警政署於一個月內提出可行性報告。11月，警工推參與秋鬥。
2015年5月1日，警工推參與勞動節遊行，6月8日，警工推改組為臺灣警察工作權益推動協會籌備小組，並到警政署進行陳情。

### 長髮男警葉繼元免職案

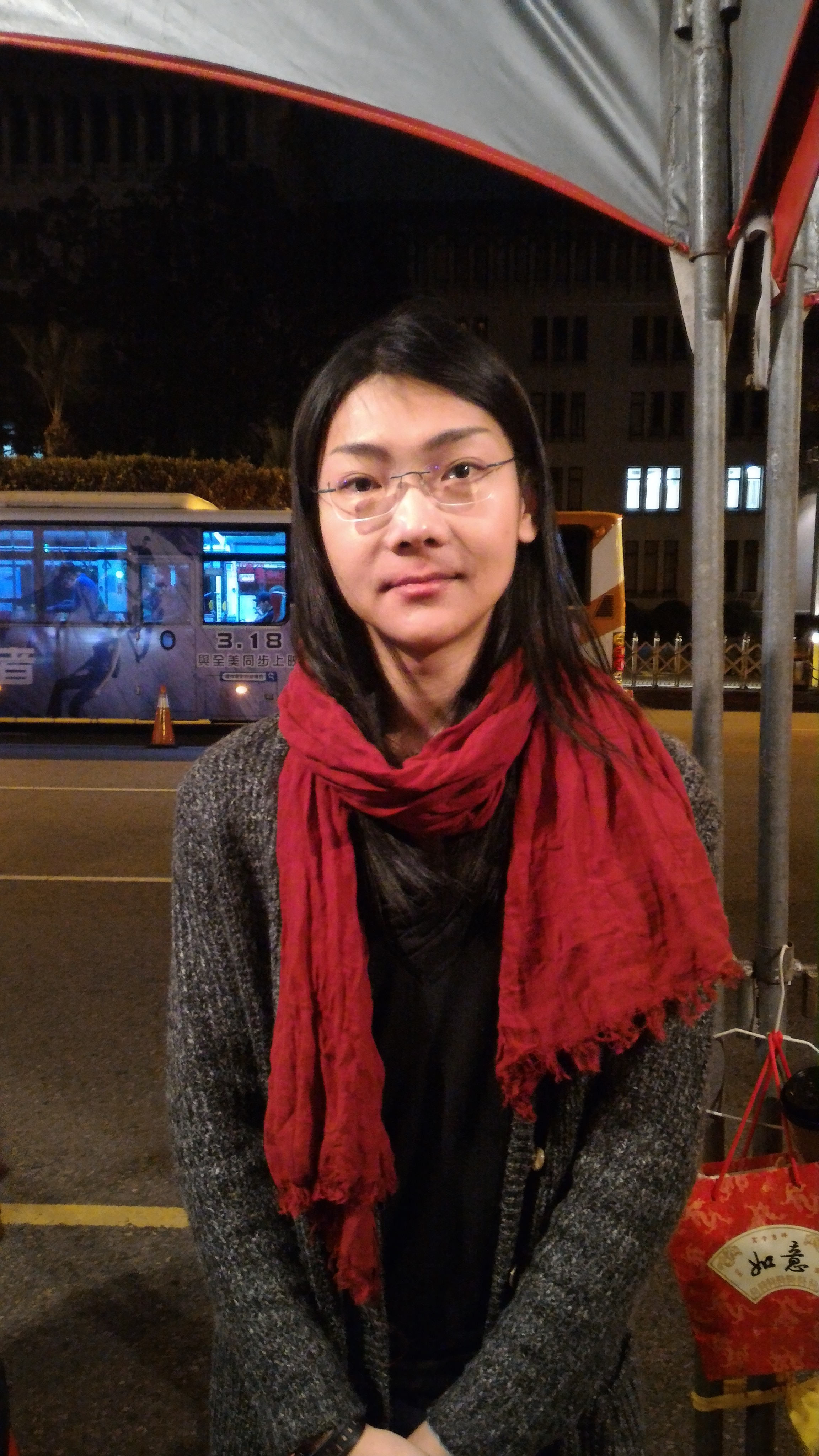
葉繼元

原任職於保安警察第二總隊第二大隊的男警葉繼元，因為蓄留長髮，被認為違反《警察人員儀容禮節及環境內務重點要求事項》規定，多次遭到懲處。2013年12月28日，葉繼元在性別平等團體與立委尤美女陪同下召開記者會，認為這些處置否定了他的性別認同、侵害他的職場權益。2015年8月，警政署發函要求保二總隊「不宜率以葉員違反員警髮式規定，依《警察人員獎懲標準》給予密集申誡」，並提供性別友善職場工作環境，以保障葉男工作權益2015年12月，葉男因為累積獎懲相抵18次申誡達免職規定，消息傳出後引起輿論討論，並傳出警方高層動員網路灌票反制聲援葉男的言論。2015年12月16日，考績委員會決議將葉繼元免職，並拒絕律師陪同葉男，甚至嗆聲「即使帶兩百名律師來也不會准許」；12月23日，警消權益團體成員警工推，帶著超過200名法律人連署的名單，到警政署門口聲援葉男，要求警政署駁回免職處分。
2019年1月17日，北高行認為服裝儀容是團隊紀律及專業形象，並未違反性平法，因此判他敗訴。最高行今裁定，認為原審無誤，駁回葉繼元的上訴，敗訴定讞。同年6月，葉繼元向司法院大法官聲請釋憲，大法官書記處代表收下釋憲聲請案。

## 消防員勞動權益
消防員由於長期編制不足導致工時過長、加上裝備老舊，救貓狗、抓蛇、捕蜂等非主要業務過多，陸續有爭取工作權益的聲浪。
2010年5月，高雄市政府消防局消防員徐國堯與張家偉向消防局申訴，不服消防局強迫消防員加班及未核實發給加班費或補休假；後於2013年提起行政訴訟，但2014年7月遭判決敗訴。2012年8月31日，徐國堯等人於高雄發起「831守護消防大遊行」。
2013年4月6日，台北為主的消防員也發起「406消防員搶救心肝大遊行」，並成立「搶救消防員」臉書粉絲團；而後於2013年12月成立消防員工作權益促進會（消權會）。
2014年7月31日發生2014年臺灣高雄氣爆事故，造成5名消防員及2名義消不幸殉職，另有22名警義消輕重傷，引起社會對消防員勞動問題的重視。*8月18日，消權會發起「818消防員大集結」活動，前往內政部抗議，要求消防署重視人力和裝備嚴重不足的問題。9月1日並在凱道上舉行「901凱道公祭」活動，悼念過去兩年殉職的消防員，並提出四大訴求，2日消防署針對救災專責的訴求做出回應，研擬將捕蜂、抓蛇、救狗、救貓等工作回歸至農業局、動保處或動保團體等專責機關。
11月3日，立法院內政委員會於審查消防預算時，決議要求消防署於1個月內提出成立消防員工會的可行性報告，於2個月內對消防裝備清查並提出檢討改進報告。
2015年1月20日發生桃園市新屋保齡球館火災，造成6名年輕消防員殉職，再次突顯了消防員員額及裝備不足等問題。

### 消防員徐國堯免職案
徐國堯自2010年起陸續爭取工時等勞動環境改善，2012年6月發起「831守護消防大遊行」前被調職到偏遠山區的高雄市政府消防局杉林分隊，而後連年考績乙等；2014年5月及7月，高雄市政府消防局先後召開兩次考績會，以「向媒體不當發聲」、「擔任消防員權益促進會幹部」、「向廉政署檢舉長官貪污」等理由對徐男發出合計42支申誡，超出免職標準。2014年9月9日，徐男遭免職。而後徐男向考試院公務人員保障暨培訓委員會提出行政救濟，並獲准駁回「向媒體發言」等部份懲處；但高雄市消防局在免職之後又多次召開考績委員會追加懲處，勞權團體也多次聲援此事件，而後進入行政訴訟程序。
2016年5月8日，全國關廠工人連線成員吳嘉浤批評，徐國堯免職案是高雄市長陳菊製造「職場白色恐怖」的行為。